# Luca Carlevarijs

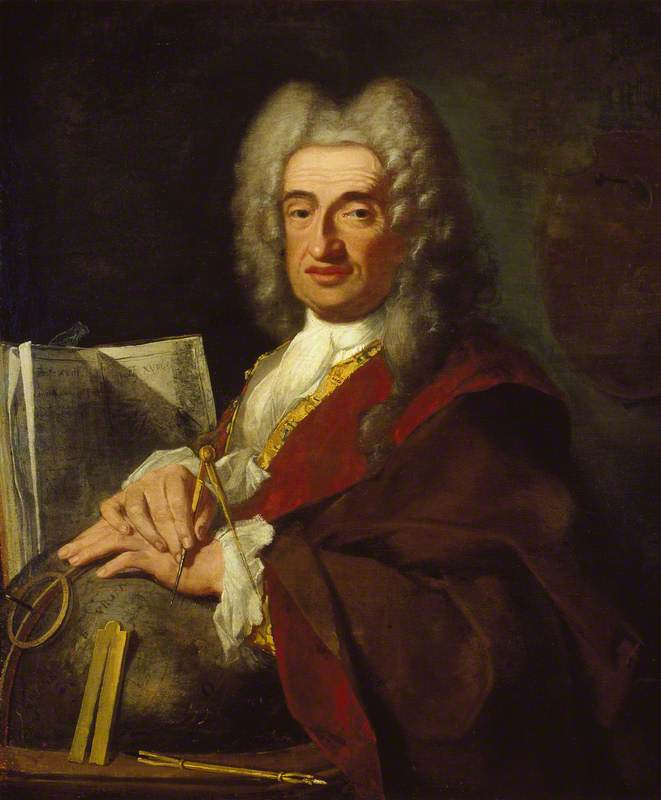
Luca Carlevarijs auf einem Porträt von Bartolomeo Nazari, ca. 1724, 97 × 79,5 cm, Ashmolean Museum, Oxford

Luca Carlevarijs oder Carlevaris (* 20. Januar 1663 in Udine; † 12. Februar 1730 in Venedig) war ein Italienischer Maler und Radierer, der auch bekannt war als Luca da Ca' Zenobio oder Luca Casanobrio. Er gilt als der Pionier der Vedutenmalerei in Venedig und beeinflusste spätere Maler wie Canaletto, Bellotto, Marieschi und Francesco Guardi.

## Biografie
Seine Eltern waren Anna Jugali († 1666) und Giovanni Leonardo (1614–1669). Der früh verwaiste kleine Luca wuchs bei seiner älteren Schwester Cassandra auf, mit der er 1679 nach Venedig ging. Dort wohnte er sein Leben lang in einem Haus im Besitze des Klosters dei Carmini.
1699 heiratete er Giovanna, eine Tochter des Goldschmieds Bastian Suchietti; Trauzeuge war Pietro Zenobio, ein Freund und Mäzen des Malers. Mit Giovanna hatte er vier Kinder, darunter Marianna (1703–1750), die später eine Schülerin von Rosalba Carriera wurde. Seine Frau starb mit 27 Jahren im Januar 1710.
Laut Orlandi (1704) hatte Luca Carlevarijs keinen „besonderen Lehrer“ (positivo maestro), sondern lernte „hier und da“ (or qua or là). Einen gewissen Einfluss könnte Johann Heintz auf den jungen Luca gehabt haben, ein deutscher Maler, der sich um 1678 in der Lagunenstadt aufhielt. Allgemein wird eine Reise nach Rom etwa zwischen 1685 und 1690 angenommen, die jedoch nicht dokumentiert ist. Dort könnte Carlevarijs Werke von Bamboccianten wie van Laer, Cerquozzi und Codazzi kennengelernt haben, oder die poetischen Landschaften von Salvator Rosa und Claude Lorrain. 

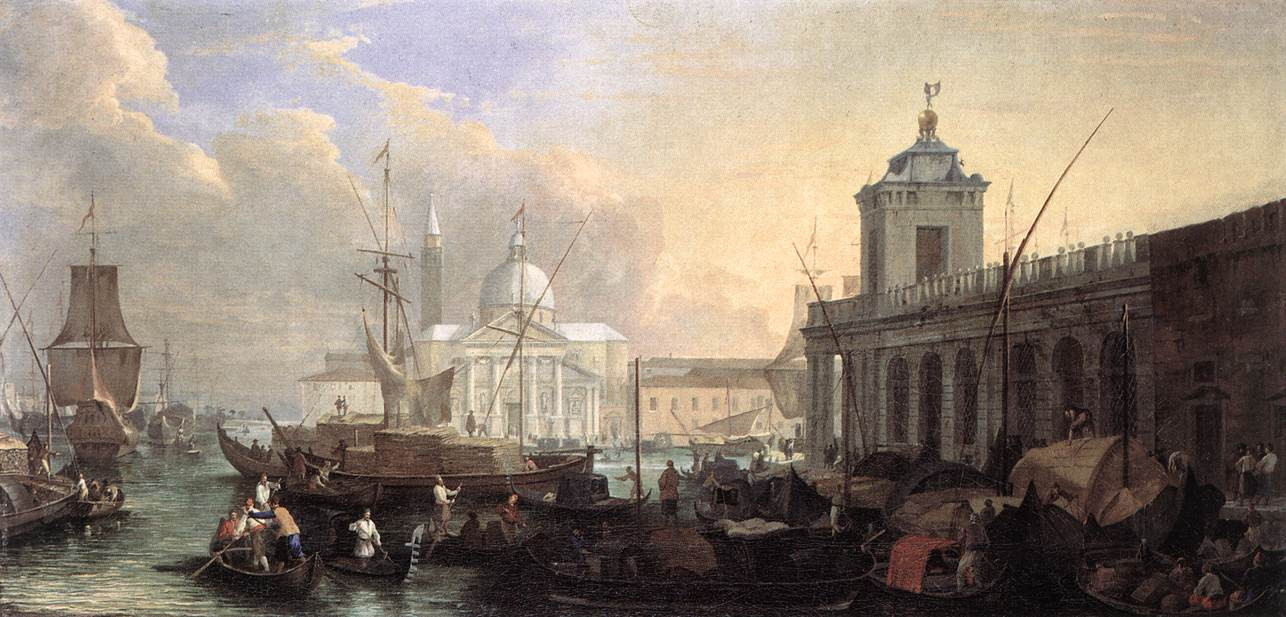
Die Dogana da Mar und San Giorgio Maggiore, ca. 1700–1710, 50 × 96 cm, Venedig, Privatsammlung

Es wird auch insbesondere ein Einfluss durch die Veduten des in Rom ansässigen holländischen Malers Gaspar Van Wittel (Vanvitelli) angenommen, den er jedoch auch 1694 in Venedig getroffen haben könnte.
1703 gab Carlevarijs eine Sammlung von 104 Stichen Fabriche, e Vedute di Venetia heraus. Von 1708 bis 1713 war er eingeschrieben in den "fraglia veneziana dei pittori"
Carlevarijs malte Landschaften, Seestücke und Capricci (Fantasielandschaften, häufig mit Ruinen), und vor allem Veduten von Venedig, auf denen er auch die Einzüge fremder Botschafter und andere Feste, wie Regatten oder Schiffsparaden darstellte. Im Gegensatz zu Vanvitelli, der einen eher klaren Stil von exakter Beobachtung pflegte, sind die Gemälde Carlevarijs' malerischer. Typisch für ihn sind eine eher dunstige Atmosphäre und dramatische Wolkenbildungen und Lichtwirkungen. Seine Bilder sind meistens von einer Vielzahl relativ genau dargestellter Personen bevölkert. Zahlreiche Skizzen und Zeichnungen sind erhalten, die von einer akribischen Vorbereitung zeugen.
Darüber hinaus malte er auch dekorative Prospekte, vor allem im Palazzo Zenobio (daher sein Beiname Luca da Ca' Zenobio), und wurde gelegentlich als Experte für Architektur herangezogen. Zuweilen wird angenommen, Carlevarijs sei einer der Lehrer von Canaletto gewesen, von einem starken Einfluss ist ganz sicher auszugehen.
Carlevarijs machte am 26. Mai und am 7. Juni 1727 sein Testament. Ab 1728 litt er unter fortschreitender Lähmung. Nach seinem Tod am 12. Februar 1730 fand er seine letzte Ruhestätte in der Chiesa dei Carmini in Venedig.

## Galerie

Veduten
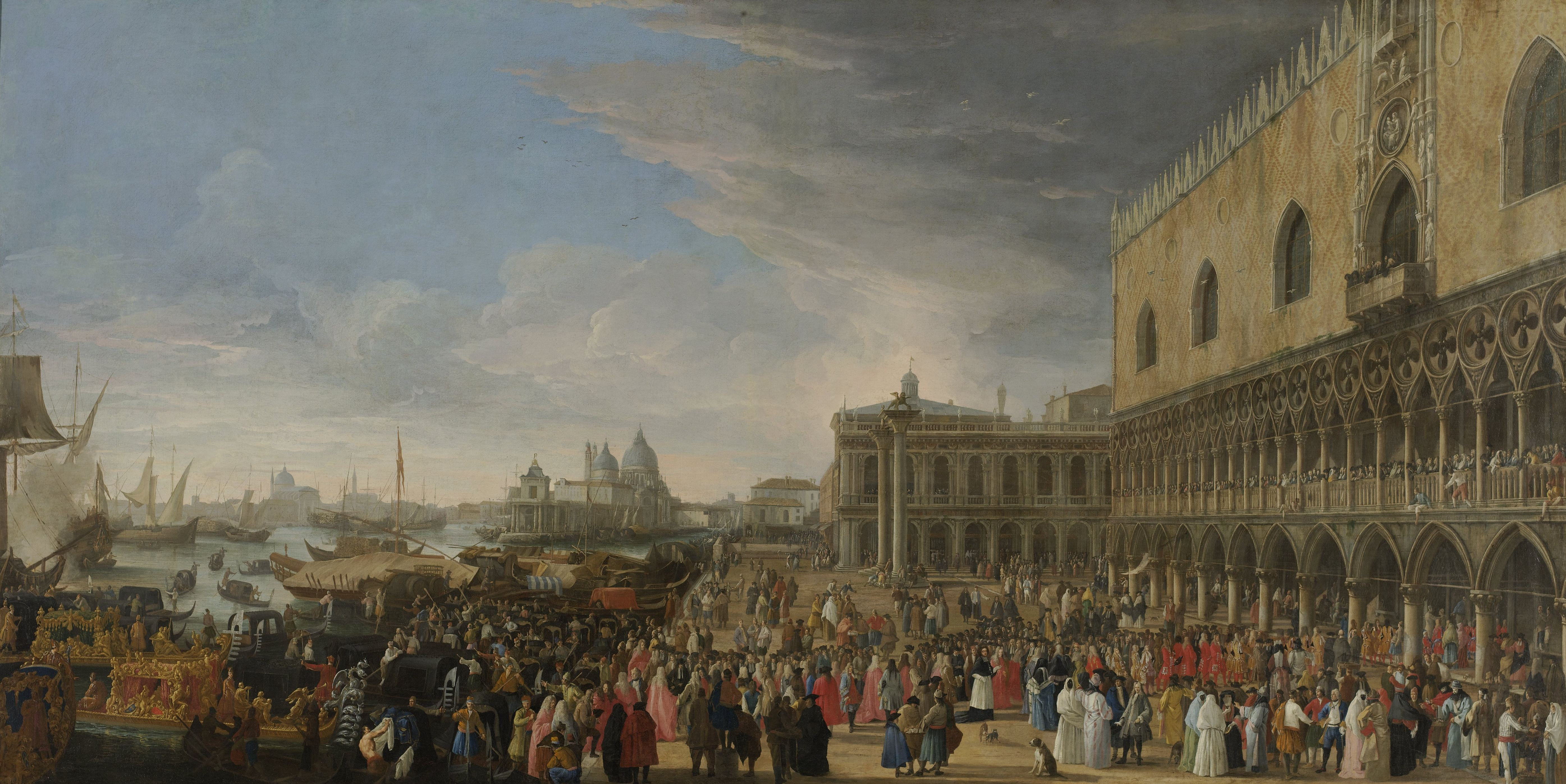
Empfang des französischen Botschafters César d'Estrées, ca. 1706–1708, Amsterdam, Rijksmuseum
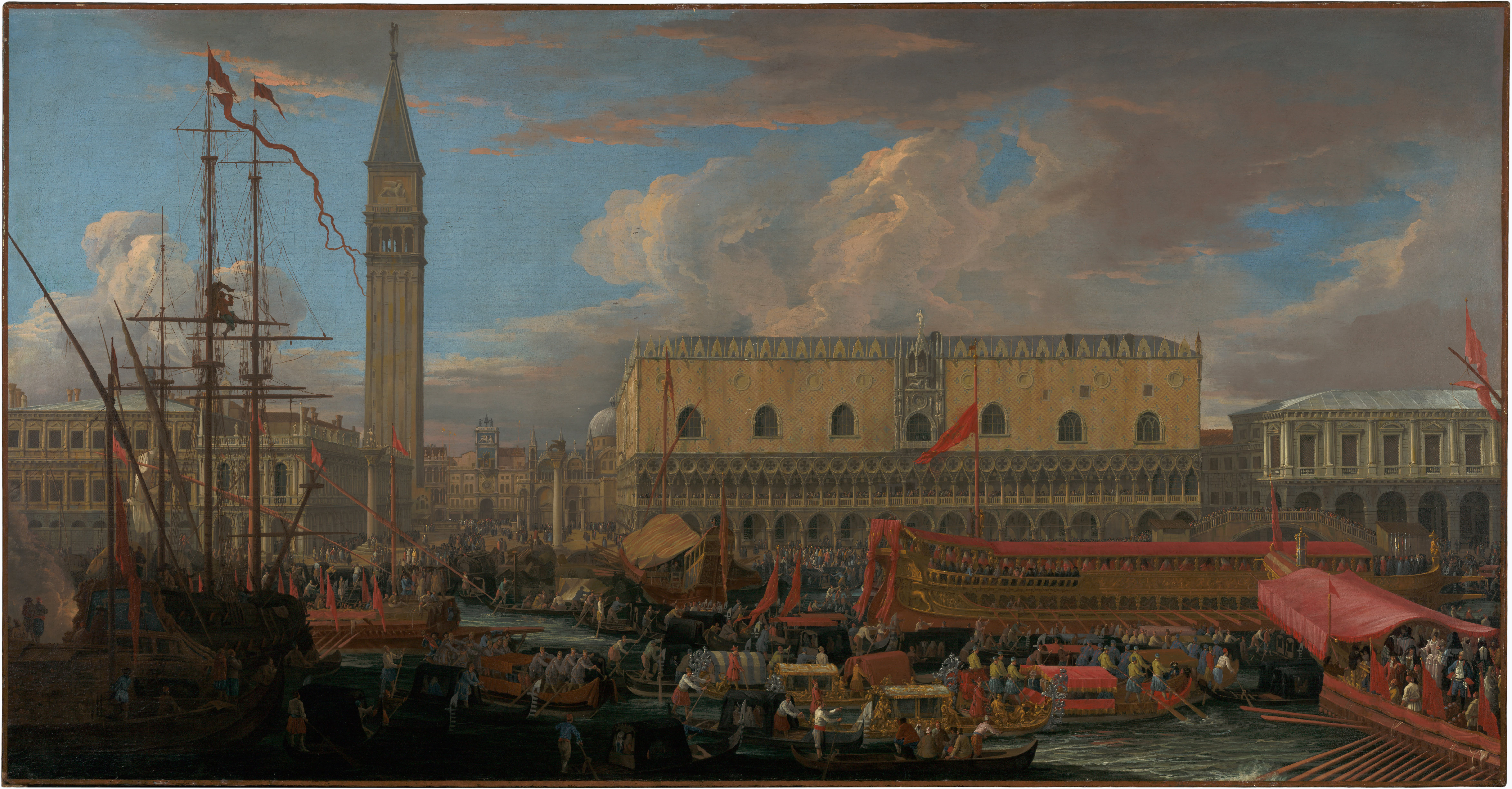
Abfahrt des Bucintoro vom Bacino di San Marco (mit Dogenpalast), 1710; 134,8 × 259,4 cm, Getty Center
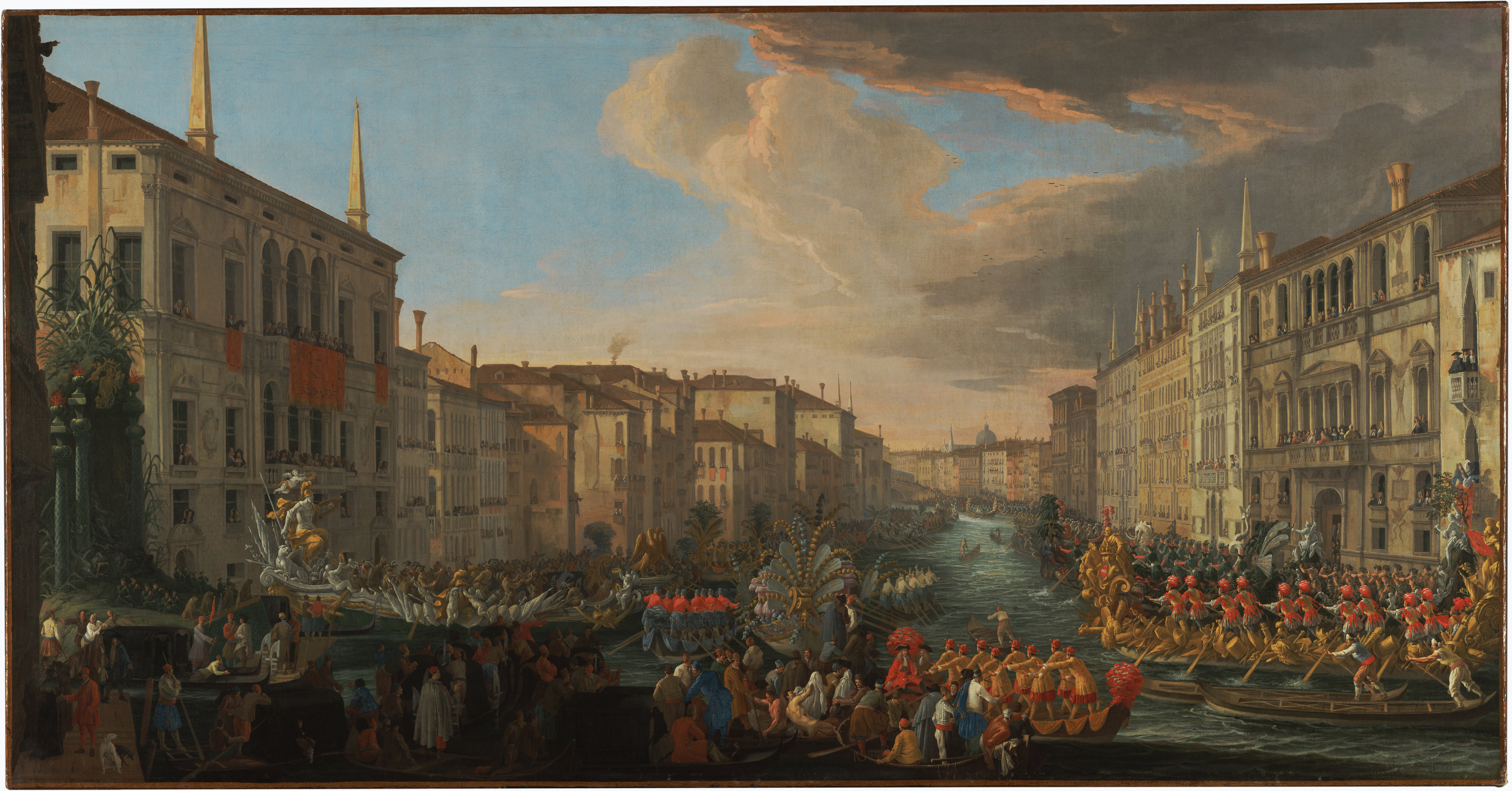
Regatta auf dem Canal Grande zu Ehren Friedrichs IV. von Dänemark, 1711; 135,3 × 259,7 cm, Getty Center
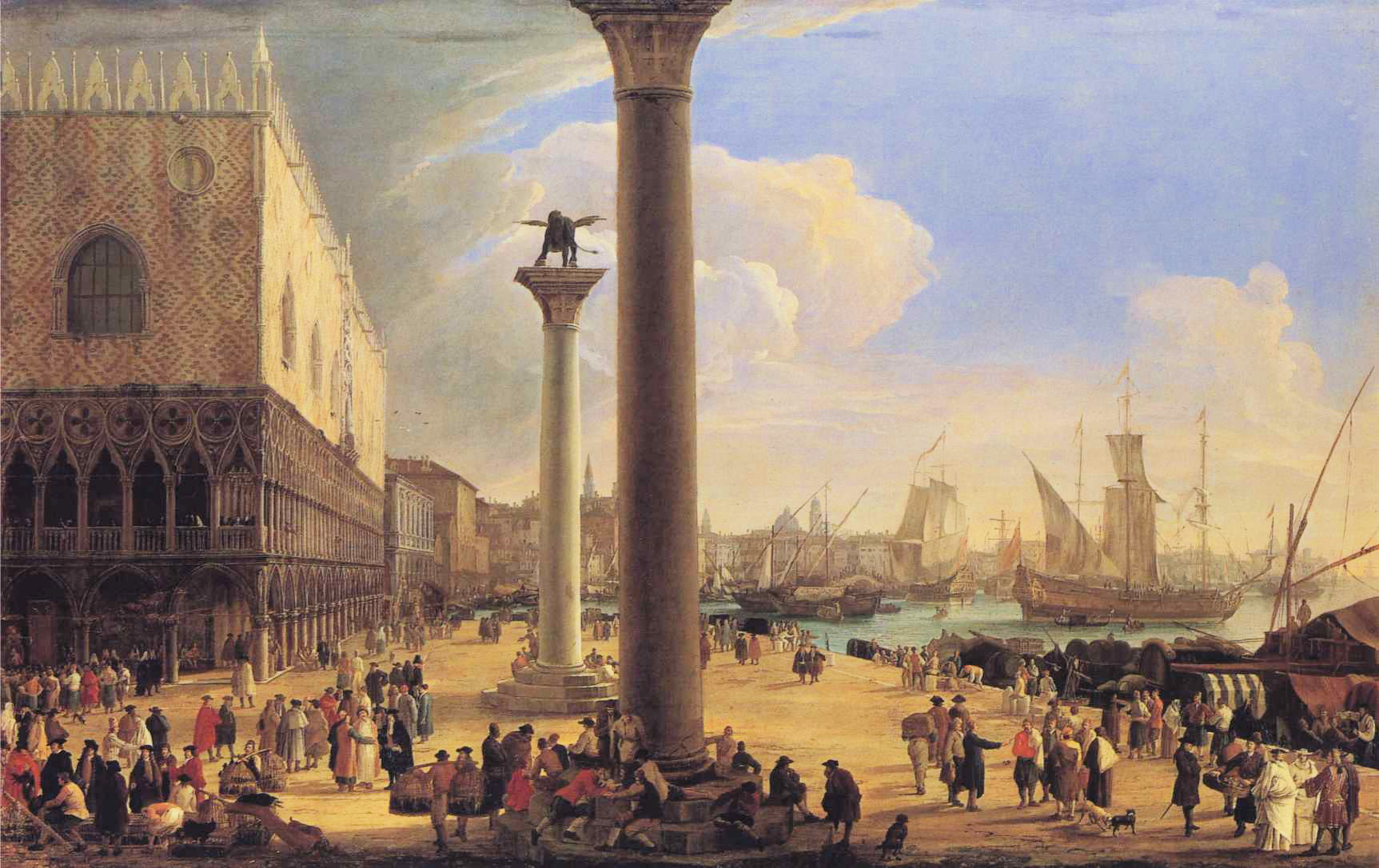
Blick von der Mole zum Dogenpalast und der Riva degli Schiavoni, ca. 1720er Jahre, Potsdam, Schloss Sanssouci
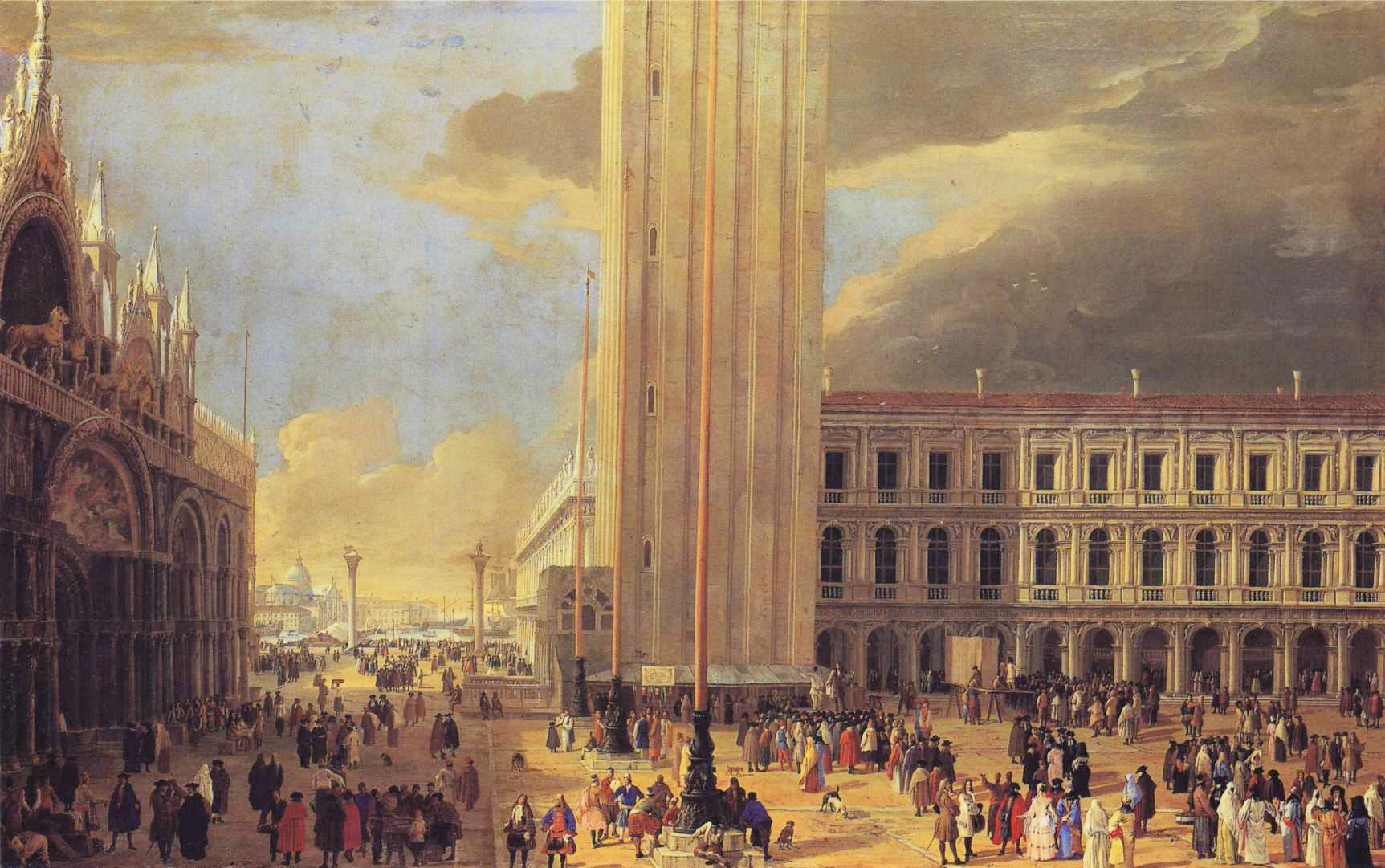
Die Piazza San Marco mit den Scharlatanen, ca. 1720er Jahre, Potsdam, Schloss Sanssouci
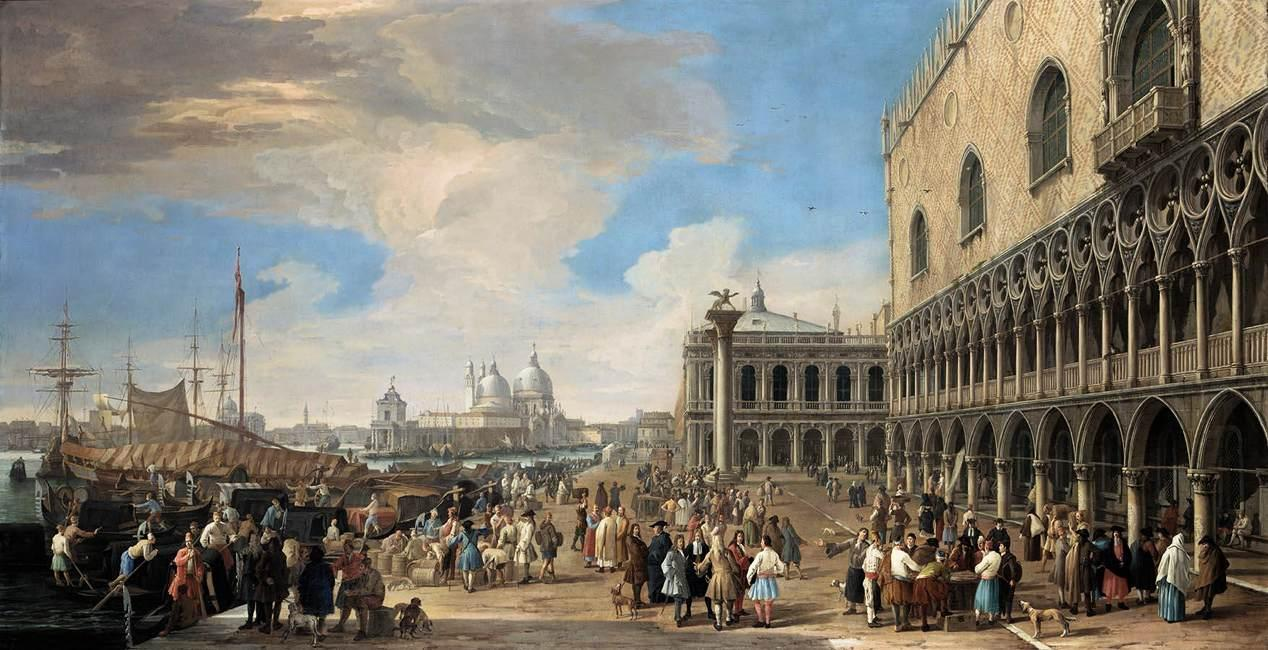
Blick auf den Molo, ca. 1710–1715, Privatsammlung
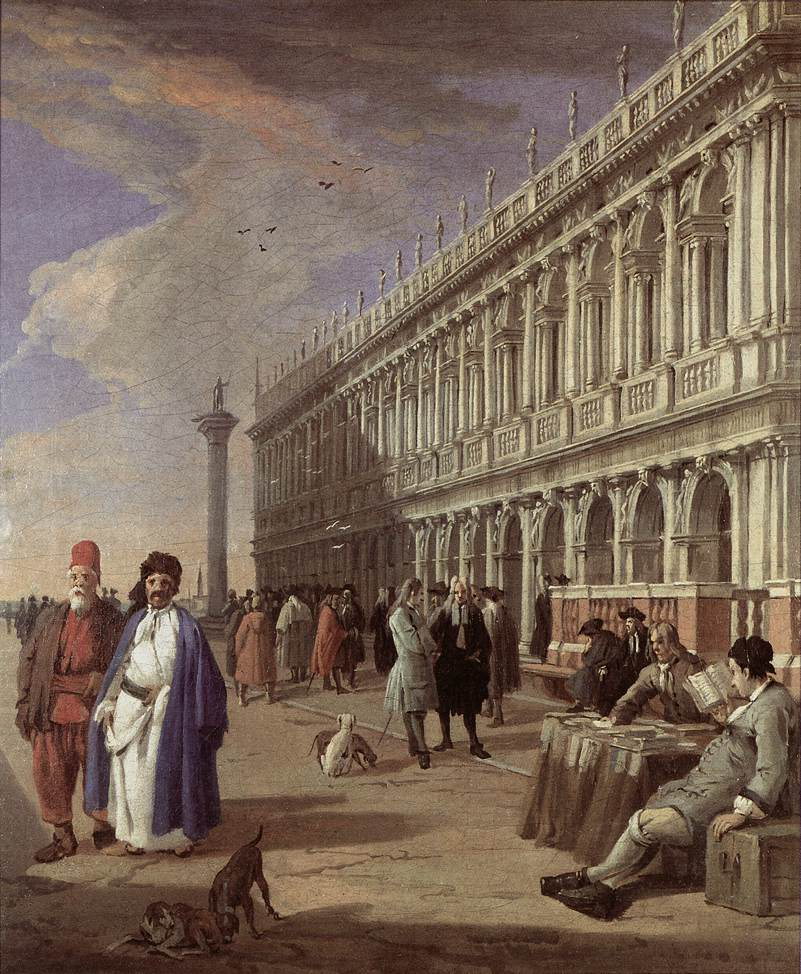
Die Piazzetta und die Biblioteca Marciana, 46 × 39 cm, 1720er Jahre, Oxford, Ashmolean Museum
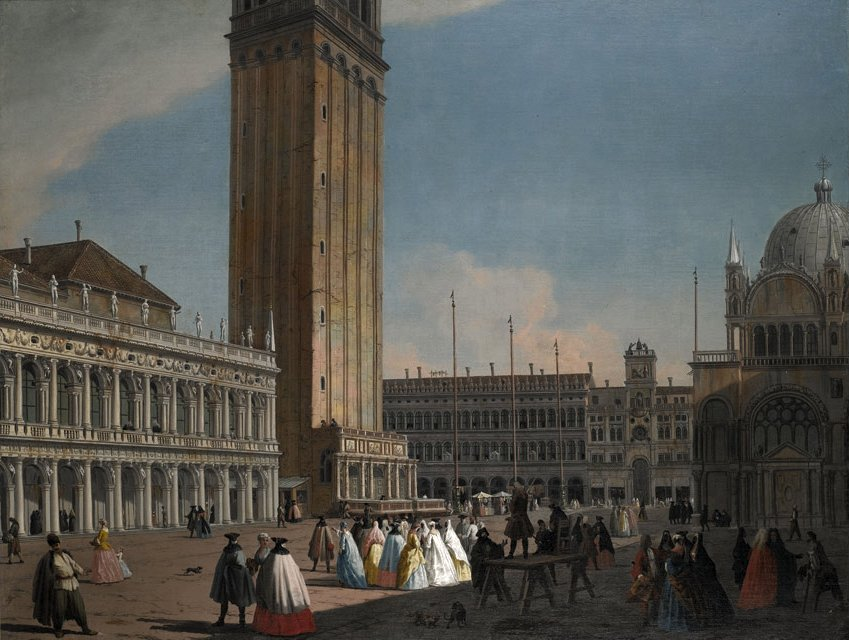
Die Piazzetta, Privatsammlung
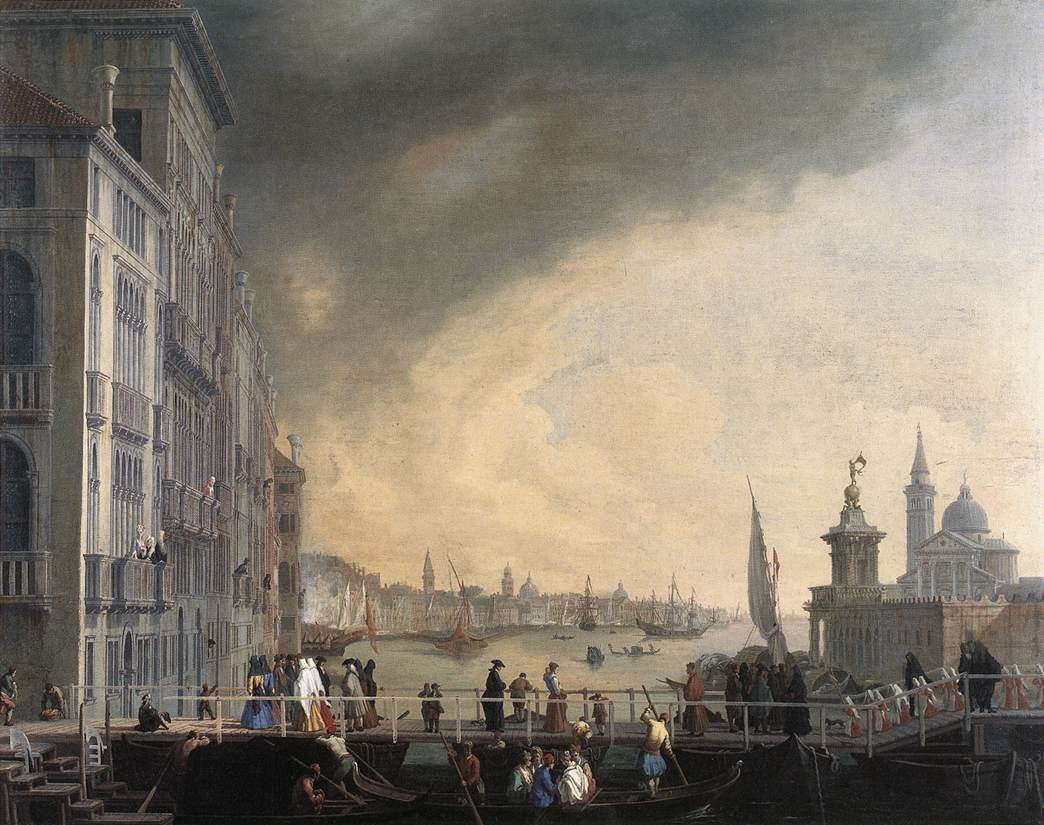
Die Votivbrücke beim Fest der Madonna della Salute (ca. 1720,  Hartford (Connecticut), Wadsworth Atheneum)
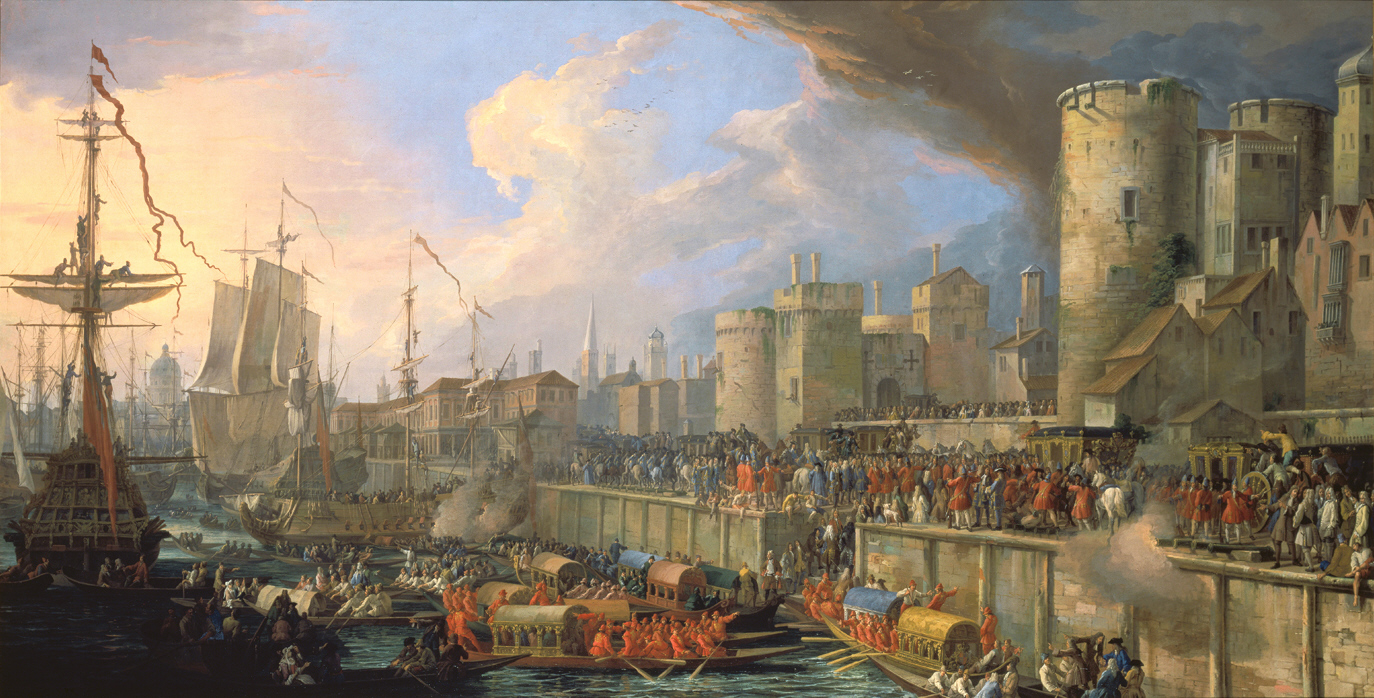
Einzug der venezianischen Gesandten in London, 1707, Würzburg, Staatsgalerie

Capricci
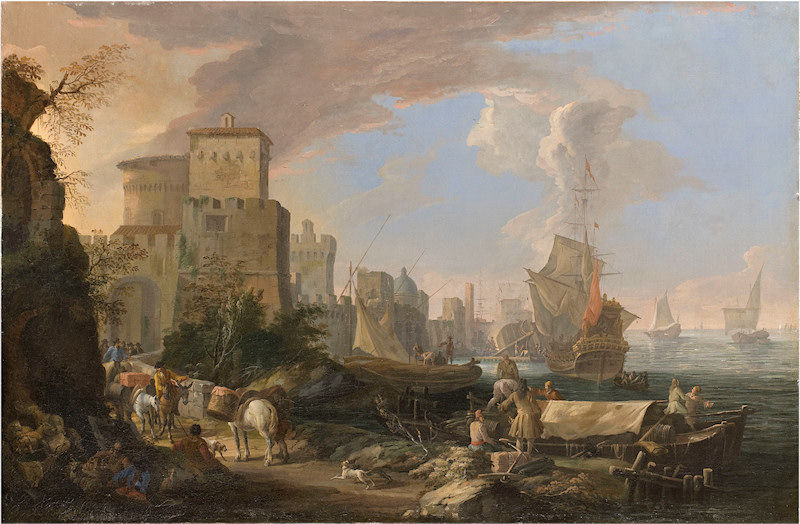
Capriccio mit Hafenstadt, Privatsammlung
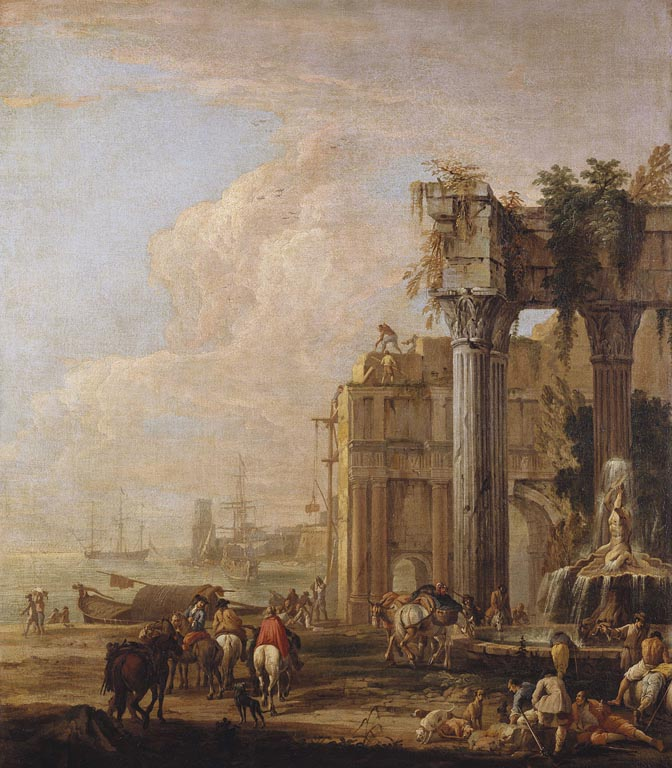
Hafen mit Fontäne und Ruinen, ca. 1700–1710, Hampton Court Palace

Stiche
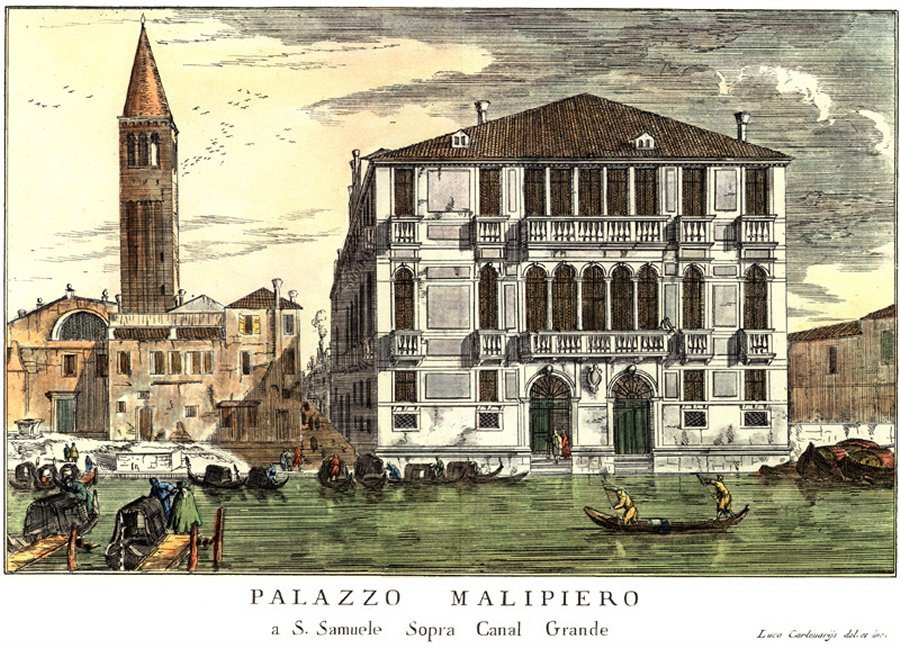
Palazzo Malipiero
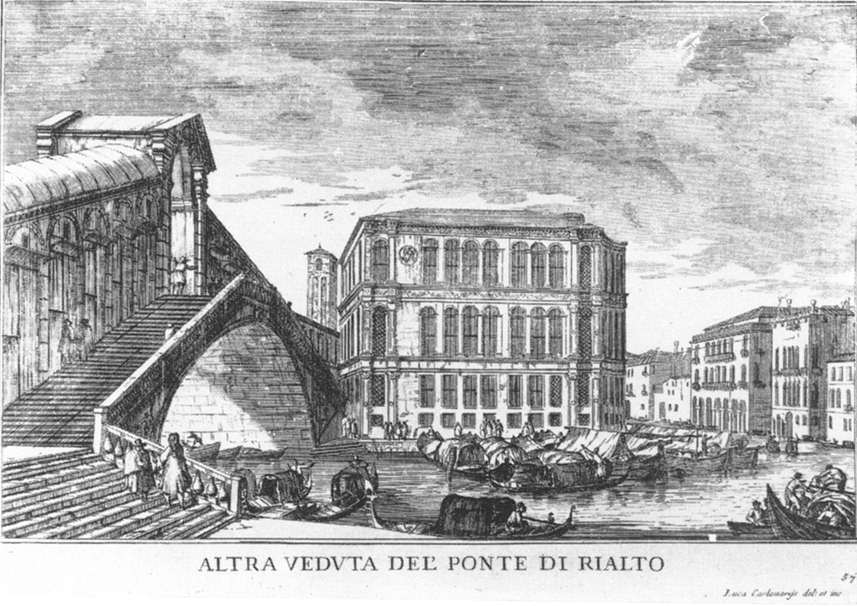
Die Rialtobrücke
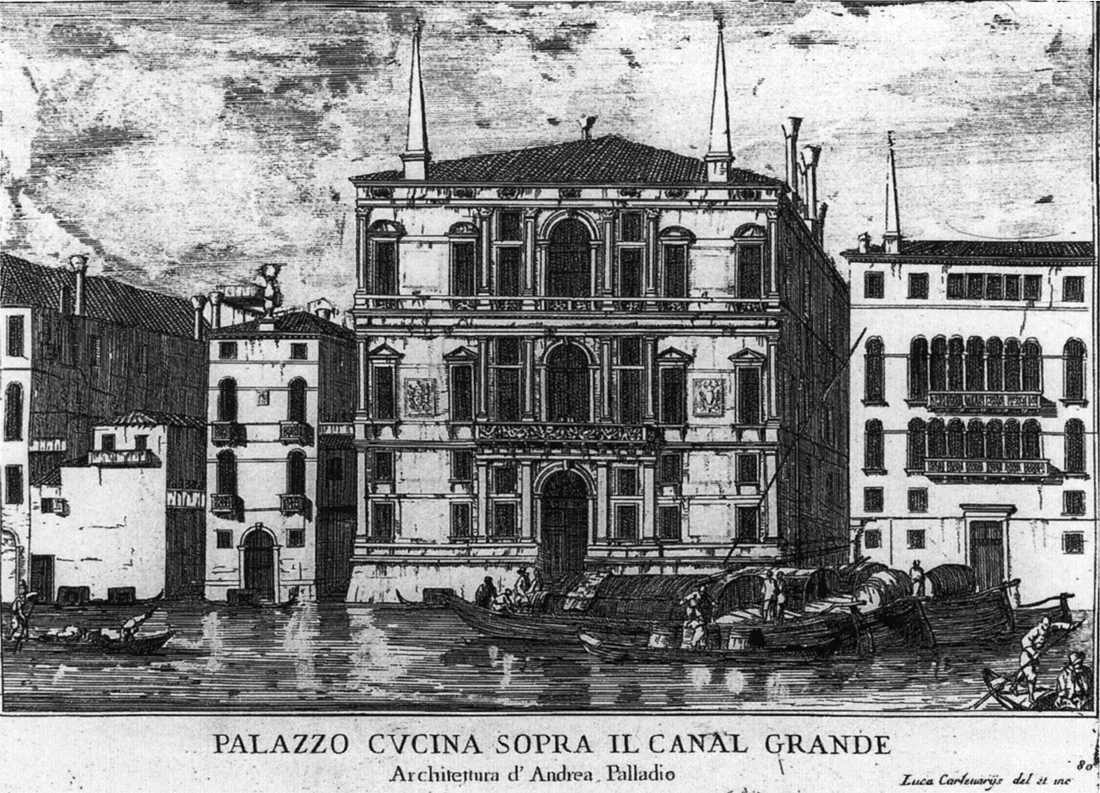
Palazzo Coccina
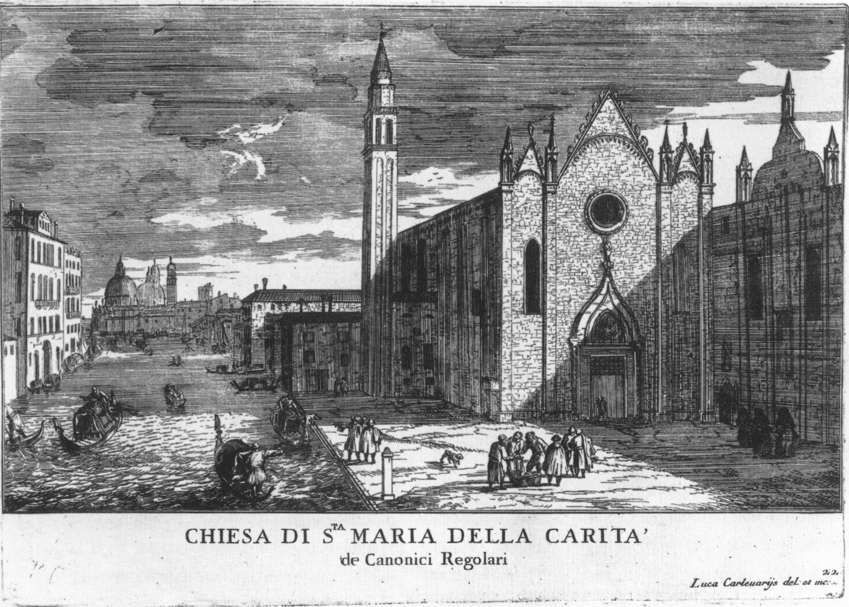
Santa Maria della Caritá, Venedig

## Werke (Auswahl)
- Hafen mit Stadtmauern und See (signiert und datiert 1704; Rom, Collezione Piperno);
- Ankunft des britischen Botschafters Charles Montagu, Graf von Manchester (1707; Birmingham, City Art Gallery and Museum);
- Einzug der venezianischen Botschafter Nicoló Erizzo und Alvise Pisani in London (ca. 1700–1710; München, Staatsgemäldesammlungen)
- Regatta auf dem Canal Grande zu Ehren Friedrichs IV. von Dänemark (1709; Kopenhagen, Schloss Frederiksborg);
- Bacino di S. Marco (1710; Rom , coll. Lazzaroni);
- Venezianischer Empfang (Bergamo, Accademia Carrara);
- "Ideale Vedute" (1712; Vicenza, Museo Civico);
- Hafenansicht (1711; Rom, Privatsammlung);
- Römische Ruinen (1714; Rom, Privatsammlung);
- Zwei Veduten mit Hafen, (1713 und 1714; Mailand, Privatsammlung);
- Regatta zu Ehren des Kurfürsten von Sachsen (Sankt Petersburg, Eremitage);
- Der Molo gegen den Palazzo Ducale (mehrere Fassungen, u. a. Potsdam, Schloss Sanssouci)
- Die Dogana da Mar und San Giorgio Maggiore (Venedig, Privatsammlung)
- Die Piazza San Marco mit den Scharlatanen (Potsdam, Schloss Sanssouci)
- Die Votivbrücke beim Fest der Madonna della Salute (ca. 1720; Hartford, Wadsworth Atheneum);
- Die Punta della Dogana (Rom, Collezione Emo)
- Empfang des Gesandten Colloredo vor dem Dogenpalast (1726; Dresden, Staatliche Gemäldegalerie)